# Heinrich von Cotta
Heinrich von Cotta (født 30. oktober 1763 i Klein-Zillbach ved Meiningen, død 25. oktober 1844 i Tharandt) var en tysk forstmand.

## Liv og gerning
Han fik grundlæggende betydning for det tyske skovbrug, idet han hørte til de første, som indførte en ordnet undervisning for skovbrugere, og som gennem planlægningsarbejder satte skovdriften i system, ligesom hans lærebøger i skovdyrkning var højt ansete og meget udbredte. Han studerede ved universitetet i Jena, var der efter i 15 år forstander for en skovbrugsskole i Zillbach, som han 1811 flyttede til Tharand, idet han var blevet ansat som direktør for den sachsiske skovopmåling. I 1816 overtog staten skolen, og Cotta blev direktør både for forstakademiet og for planlægningsvæsenet i Kongeriget Sachsen, hvilke stillinger han beklædte til sin død. Akademiet var meget anset og blev søgt af mange udlændinge, også fra Norden.

## Betydning
På planlægningens område er arealfagværket knyttet til Cotta’s navn, men tillige må man for en stor del tilskrive ham æren for, at det sachsiske statsskovbrug i sammenligning med andre tyske staters var godt ordnet og drevet efter rationelle, økonomiske grundsætninger. 
Hans læresætninger fandt mange tilhængere rundt om i Europa, og for planlægningens vedkommende blev de længe fulgt adskillige steder, men mistede med tiden betydning. Cotta skrev adskillige forstfaglige værker.

## Forfatterskab
- Anweisung zum Waldbau (1817; 9. oplag 1865; dansk udgave: Anviisning til Skovdyrkningen; 1833)
- Entwurf einer Anweisung zur Waldwerthberechnung (1818; 4. oplag 1849)
- Tafeln zur bestimmung des inhaltes der runden hölzer, der klafterhölzer und des Reisigs (Dresden 1823)
- Anweisung zur Forsteinrichtung und Abschätzung (Dresden 1820)
- Hülfstafeln für forstwirthe und forsttaxatoren (Dresden 1821)
- Die Verbindung des Feldbaues mit dem Waldbau oder die Baum feltwirthschaft (Dresden 1822)
- Grundriss der Forstwissenschaft (1832; 6. oplag 1871)
- Handbuch von Aufgaben und Formeln aus der technischen Geometrie und Stereometrie sovie der ebenen Trigonometrie nach dem metrischen Maasse und Gewichte (1873)